# 프랭크 모란

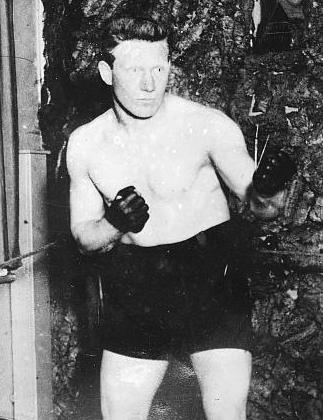

프랭크 모란(Frank Moran, 1887년 3월 18일 ~ 1967년 12월 14일)은 미국의 배우, 권투 선수이다.
할리우드에서 사망하였다. 사인은 심근 경색이다.

## 영화
- 아이언 맨 (1951년)
- 거짓 편지 (1948년)
- 온 아워 메리 웨이 (1948년)
- 돌아온 유인원 인간 (1944년)
- 벨 오브 더 유콘 (1944년)
- 모간 크리크의 기적 (1944년)
- 정복 영웅의 환영 (1944년)
- 만찬에 온 사나이 (1942년)
- 스타 스팽글드 리듬 (1942년)
- 팜 비치 스토리 (1942년)
- 설리반의 여행 (1942년)
- 철완 짐 (1942년)
- 하이 시에라 (1941년)
- 레이디 이브 (1941년)
- 캐슬 온 더 허드슨 (1940년)
- 위대한 맥긴티 (1940년)
- 이스트 사이드 오브 헤븐 (1939년)
- 케어프리 (1938년)
- 서브마린 패트롤 (1938년)
- 유어 어 스윗하트 (1937년)
- 어 딤절 인 디스트레스 (1937년)
- 모던 타임즈 (1936년)
- 착한 요정 (1935년)
- 밀고자 (1935년)
- 브라이트 아이즈 (1934년)
- 프리스트 판사 (1934년)
- 더 프라이즈파이터 앤 더 레이디 (1933년)
- 첫 항해 (1933년)
- 다이아몬드 릴 (1933년)